# كاتيا بينث
كاتيا بينث (بالفرنسية: Katia Benth)‏ هي عداءة مسافات قصيرة فرنسية ولدت في يوم 16 نوفمبر 1975 في مدينة كايين، أبرز انجازاتها كان فوزها بالميدالية الذهبية في سباق4*100 متر تتابع في بطولة أوروبا لألعاب القوى 1998 في بودابست.